# Eparchie Maramureș

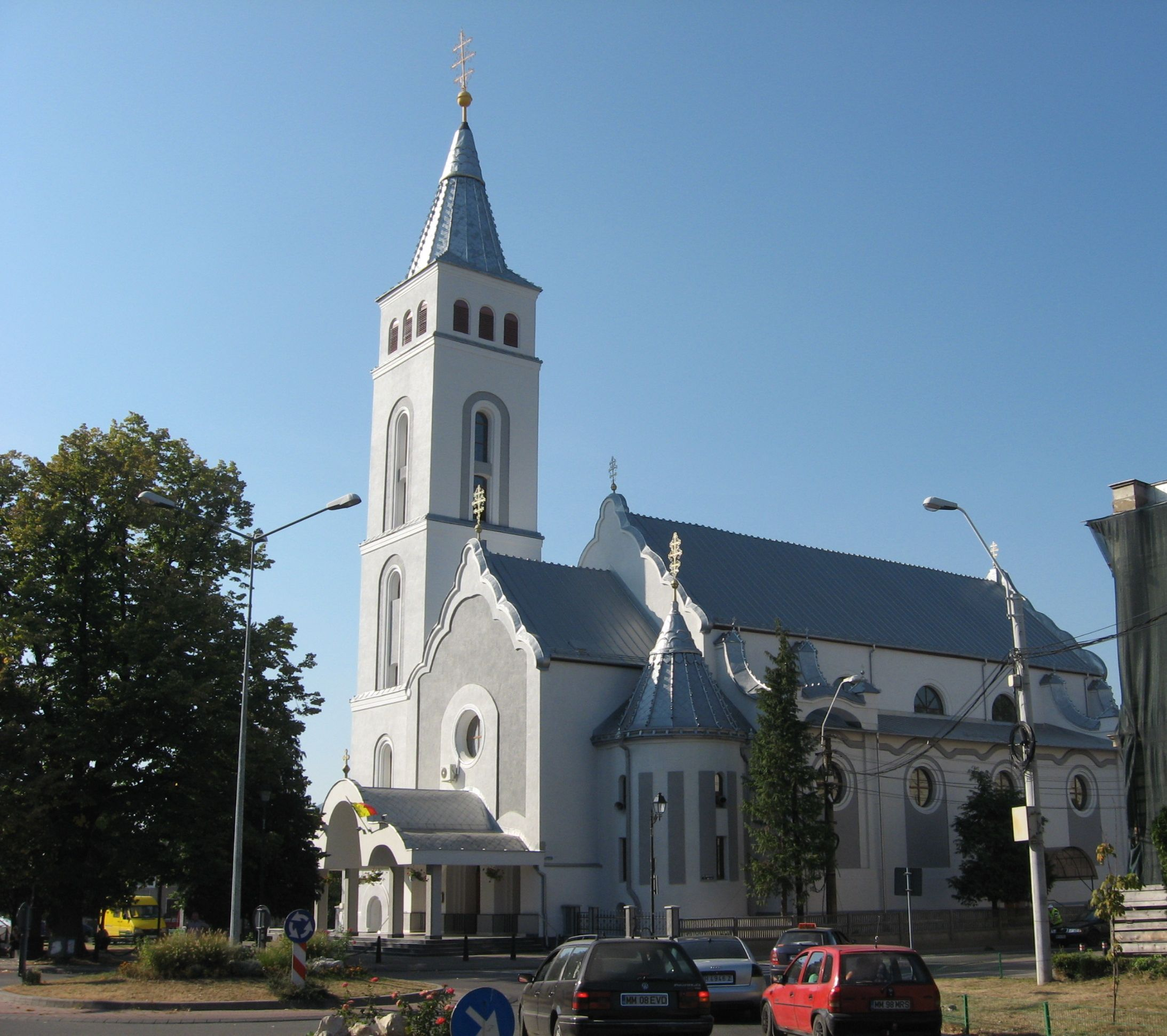
Catedrala Adormirea Maicii Domnului (Mariä Himmelfahrt) in Baia Mare

Die Eparchie Maramureș (lat.: Dioecesis Maramuresensis, rum.: Eparhia de Maramureș) ist eine in Rumänien gelegene Diözese der rumänischen griechisch-katholischen Kirche mit Sitz in Baia Mare. Sie erstreckt sich über Teile der Județe Maramureș, Sathmar, Sălaj und Suceava, entlang der rumänisch-ukrainischen Grenze.

## Geschichte
Bereits zur Zeit der Gründung des Bistums Großwardein 1777 sollte 
auch auf dem Gebiet um Maramureș (deutsch: Maramuresch) ein eigenes Bistum entstehen. Dazu kam es aber nicht. Erst mit dem Abschluss des Konkordats zwischen dem Heiligen Stuhl und Rumänien wurde das Bistum Maramureș am 5. Juni 1930 durch Papst Pius XI. mit der Apostolischen Konstitution Solemni Conventione aus Gebietsabtretungen des Bistums Großwardein und des Bistums Gherla errichtet und dem Erzbistum Făgăraș als Suffragandiözese unterstellt.
Am 15. August 1930 wurde die Kirche Mariä Himmelfahrt in Baia Mare zur Kathedrale erhoben und bis zur Wahl eines Bischofs Iuliu Hossu, der Bischof von Cluj-Gherla zum Apostolischen Administrator ernannt. 
Am 16. Oktober 1930 wurde Alexandru Rusu zum ersten Bischof des Bistums Maramureș gewählt.

## Bischöfe von Maramureș
- Alexandru Rusu (1930–1963)
  - Ioan Dragomir (1963–1985) (Weihbischof und Apostolischer Administrator)
- Lucian Mureșan (1990–1994), dann Erzbischof von Făgăraș und Alba Iulia
- Ioan Șișeștean (1994–2011)
- Vasile Bizău, seit 2011

## Dekanate
- Baia Mare
- Bukowina
- Chioar
- Ciscarpatin de Maramureș
- Ciscarpatin de Satu Mare
- Iza-Vișeu
- Mănăștur
- Satu Mare
- Seini
- Sighet
- Țara Oașului